# Ponta Garça
Ponta Garça – parafia (freguesia) gminy Vila Franca do Campo. W 2011 miejscowość była zamieszkiwana przez 3547 osób.